# Gianluca Rizzo
Gianluca Rizzo (Siracusa, 26 aprile 1974) è un politico italiano.

## Biografia

### Attività politica
Attivista politico sin dal 2011, fonda insieme ad altri amici il primo "meetup" del Movimento 5 Stelle di Caltagirone, sua città adottiva. 
Si candida consigliere comunale alle elezioni amministrative del Comune di Caltagirone del 6 e 7 maggio 2012. È anche designato assessore per il candidato sindaco della lista del "MoVimento5Stelle" Francesco Perspicace. 

### Elezione a deputato
Alle elezioni politiche del 2013 viene eletto alla Camera dei Deputati, nelle liste del Movimento 5 Stelle nella circoscrizione Sicilia 2. Alle elezioni politiche del 2018 viene rieletto deputato nelle liste del Movimento 5 Stelle nella circoscrizione Sicilia 2 collegio plurinominale SICILIA 2 - 03, divenendo poi presidente della Commissione Difesa.
In Parlamento, nella XVII Legislatura è nominato segretario della Commissione d'Inchiesta sugli effetti dell'uranio impoverito. 
E' primo firmatario della proposta di legge per la modifica della catena di comando nelle attività di protezione delle navi battenti bandiera italiana in transito negli spazi marittimi internazionali a rischio di pirateria, a seguito dei fatti che hanno coinvolto i due fucilieri di Marina in India.
E' primo firmatario della proposta di legge per la modifica della normativa in materia di diritto di scelta della sede di lavoro per i lavoratori che assistono familiari affetti da disabilità grave.
Nella XVIII Legislatura è primo firmatario della proposta di legge di modifica della normativa sulla sicurezza sul lavoro e la tutela assicurativa contro gli infortuni e le malattie professionali del personale delle Forze armate. 
È anche primo firmatario della proposta di legge in materia di documentazione dei giudizi di idoneità all'avanzamento e di attribuzione del punteggio di merito nonché di conferimento di encomi ed elogi.
Con un emendamento alla Legge di Bilancio 2021-2023 favorisce l'incorporamento di 100 Guardia Coste.
Il 21 giugno 2022 abbandona il Movimento per aderire a Insieme per il futuro, a seguito della scissione guidata dal ministro Luigi Di Maio.